# Sailly-Achâtel
Pour les articles homonymes, voir Sailly.
Sailly-Achâtel (en allemand Sallach-Hohenschloss), est une commune française située dans le département de la Moselle, en région Grand Est.
Ses habitants s'appellent les Chastisaliens et les Chastisaliennes.

## Géographie

### Communes limitrophes
| Solgne                               |                          | Luppy    |
| Secourt                              | Sailly-Achâtel           | Moncheux |
| Mailly-sur-Seille Meurthe-et-Moselle | Phlin Meurthe-et-Moselle | Vulmont  |

### Géologie et relief
Sailly-Achâtel est une commune située sur le plateau lorrain, s'étageant de 214 à 308 mètres d'altitude. la commune repose en partie sur des limons des plateaux (LP), autrefois exploités pour des tuileries, et pour toute la partie centrale (y compris le village), des Calcaires à Gryphées (I1-4a), calcaires d'empierrement et même de construction. Des Grès infraliasiques occupent l'extrémité sud du ban communal.

### Hydrographie
La commune est située dans le bassin versant du Rhin au sein du bassin Rhin-Meuse. Elle est drainée par le ruisseau de Vulmont et le ruisseau de l'Étang de Sailly. Les deux ruisseaux se réunissent sur le ban de Sailly-Achâtel, et sont tributaires de la Seille au sud de Thézey-Saint-Martin.

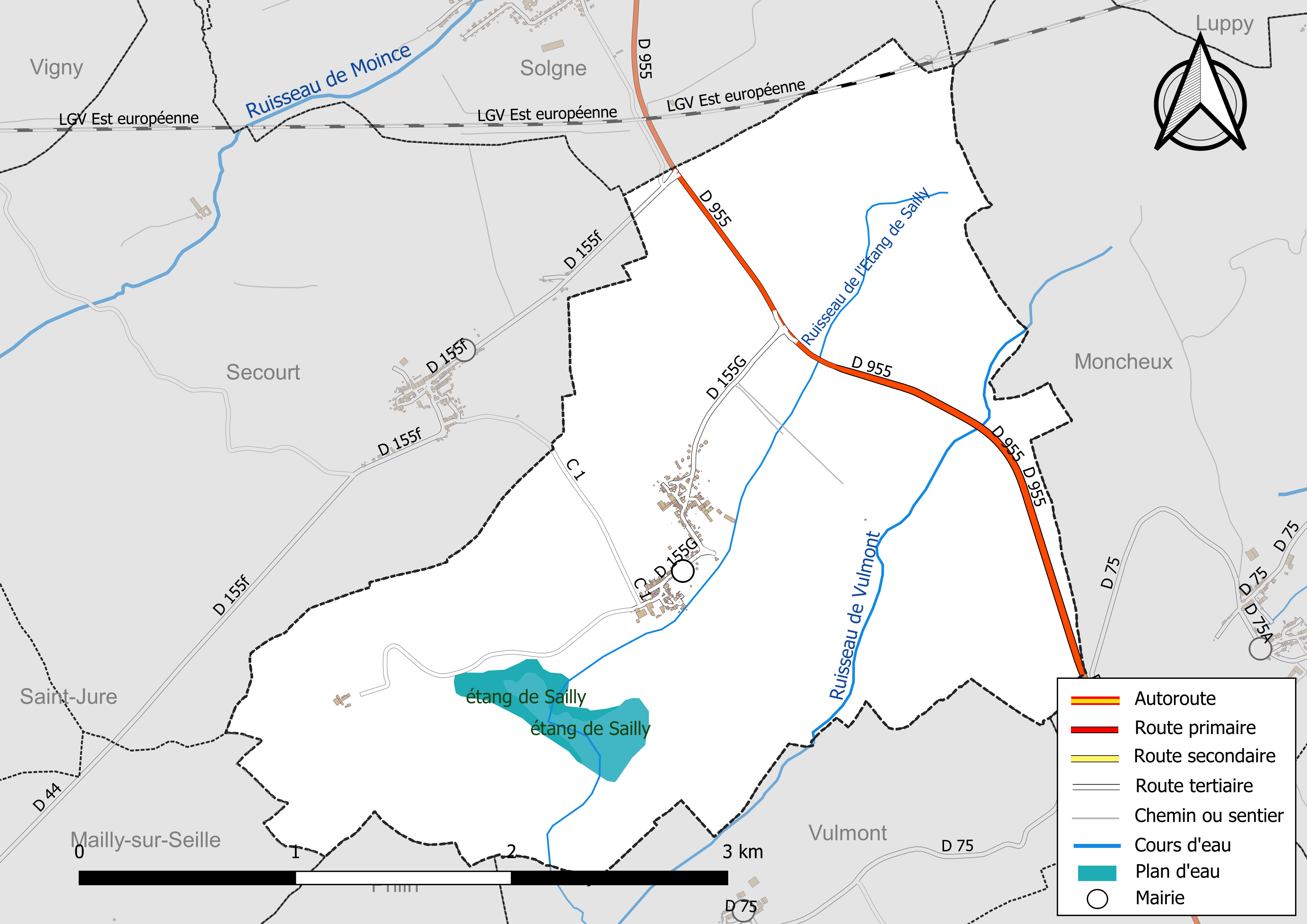
Réseaux hydrographique et routier de Sailly-Achâtel.

La doline-perte du "Trou du Rouau" constitue une curiosité hydrologique et géologique de la commune, située au sud de la RD955. Le ruisseau temporaire se perd dans le sol. A la coloration, l'eau ressort au niveau du puits communal de Sailly-Achâtel, rue du Lavoir. Le site du projet IKARE relève très peu de dolines-pertes dans le Saulnois.

### Climat
Pour des articles plus généraux, voir Climat du Grand Est et Climat de la Moselle.
En 2010, le climat de la commune est de type climat océanique dégradé des plaines du Centre et du Nord, selon une étude du Centre national de la recherche scientifique s'appuyant sur une série de données couvrant la période 1971-2000. En 2020, Météo-France publie une typologie des climats de la France métropolitaine dans laquelle la commune est exposée à un climat semi-continental et est dans la région climatique  Lorraine, plateau de Langres, Morvan, caractérisée par un hiver rude (1,5 °C), des vents modérés et des brouillards fréquents en automne et hiver. 
Pour la période 1971-2000, la température annuelle moyenne est de 9,7 °C, avec une amplitude thermique annuelle de 16,9 °C. Le cumul annuel moyen de précipitations est de 760 mm, avec 11,6 jours de précipitations en janvier et 9,6 jours en juillet. Pour la période 1991-2020, la température moyenne annuelle observée sur la station météorologique de Météo-France la plus proche, « M.n.l. », sur la commune de Goin à 8 km à vol d'oiseau, est de 10,7 °C et le cumul annuel moyen de précipitations est de 678,8 mm. 
La température maximale relevée sur cette station est de 39,5 °C, atteinte le 24 juillet 2019 ; la température minimale est de −16,3 °C, atteinte le 2 janvier 1997,,. 
Les paramètres climatiques de la commune ont été estimés pour le milieu du siècle (2041-2070) selon différents scénarios d'émission de gaz à effet de serre à partir des nouvelles projections climatiques de référence DRIAS-2020. Ils sont consultables sur un site dédié publié par Météo-France en novembre 2022.

## Urbanisme

### Typologie
Au 1er janvier 2024, Sailly-Achâtel est catégorisée commune rurale à habitat dispersé, selon la nouvelle grille communale de densité à sept niveaux définie par l'Insee en 2022.
Elle est située hors unité urbaine. Par ailleurs la commune fait partie de l'aire d'attraction de Metz, dont elle est une commune de la couronne,. Cette aire, qui regroupe 245 communes, est catégorisée dans les aires de 200 000 à moins de 700 000 habitants,.

### Occupation des sols
L'occupation des sols de la commune, telle qu'elle ressort de la base de données européenne d’occupation biophysique des sols Corine Land Cover (CLC), est marquée par l'importance des territoires agricoles (84,1 % en 2018), une proportion identique à celle de 1990 (84,1 %). La répartition détaillée en 2018 est la suivante :
terres arables (66,6 %), prairies (17,5 %), forêts (12,3 %), eaux continentales (3,6 %). L'évolution de l’occupation des sols de la commune et de ses infrastructures peut être observée sur les différentes représentations cartographiques du territoire : la carte de Cassini (XVIIIe siècle), la carte d'état-major (1820-1866) et les cartes ou photos aériennes de l'IGN pour la période actuelle (1950 à aujourd'hui).

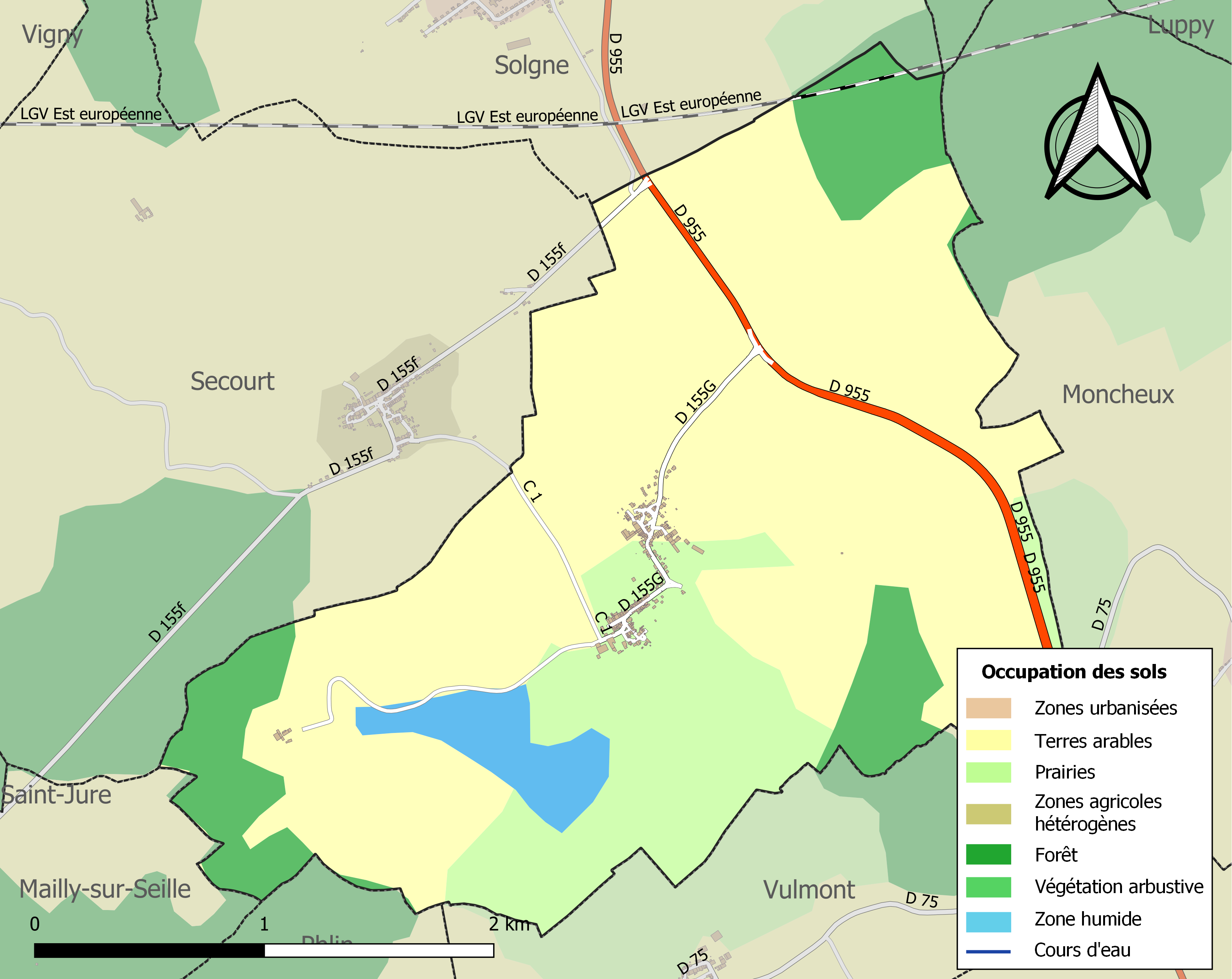
Carte des infrastructures et de l'occupation des sols de la commune en 2018 (CLC).

## Toponymie
- Sailly : Serlei (1157), Zerlei (1157), Cersium (1186), Sarleyo (1361), Sailley (XVe siècle), Sarly (1404), Saylly (XVIIe siècle), Sallach (1915–1918 et 1940–1944).
- Achâtel : Chaistelz (1465), Hautchastel (1756), Hohenschloß (1915–1918 et 1940–1944). Auchèté[16] et Chaité en lorrain.

## Histoire
Les deux villages dépendaient de l'ancienne province de Lorraine dans la seigneurie de Viviers.
En 1157, l'abbaye Saint-Martin jouit du patronnage de la cure de Serlei (Sailly).
En 1179, Cerlei est donné à l'abbaye Saint-Arnoul de Metz.
En 1465, le village est investi par les troupes du Duc de Lorraine, parce que les De Sailly ne veulent pas lui rendre hommage.
En 1590, le château de Sailly est pillé et incendié par les troupes royales, à l'occasion de la guerre entre le roi de France et le duc de Lorraine.
Les deux villages d’Achâtel et de Sailly sont cédés au royaume de France en vertu de l’article 13 du traité de Vincennes de 28 février 1661. La Lorraine était en effet tenue de céder à la France, un passage d'une demi-lieue de large, incluant 27 villages (on parle du "traité de la route"), afin de permettre aux troupes françaises de se rendre de Champagne en Alsace. Il s'agit du "couloir lorrain", passant au pied de la côte de Delme, et qui intégrait Sailly et Achâtel. une des bornes fut placée à 220 toises au-delà du château de Sailly.
Le château de Sailly fut rasé en 1944 par un bombardement américain. C'était un édifice composé d'un seul bâtiment. À l'inverse des châteaux forts bâtis quelques siècles plus tôt le long de la Moselle, le château de Sailly était une demeure de plaisance et non un bastion militaire.
En 1961, les communes de Sailly et d'Achâtel ont été fusionnées sous le nom de Sailly-Achâtel. 
De 1790 à 2015, Sailly-Achâtel était une commune de l'ex-canton de Verny.

## Politique et administration
Achâtel (Code INSEE  57005) est rattachée à Sailly le 1er janvier 1962 pour former Sailly-Achâtel.
| Période                                  | Période   | Identité                  | Étiquette | Qualité |
| ---------------------------------------- | --------- | ------------------------- | --------- | ------- |
| mars 1971                                | mars 1989 | Jean-Marie Goulon         |           |         |
| mars 1989                                | mars 2001 | Christian Deshayes        |           |         |
| mars 2001                                | mars 2008 | Bernard Morin             |           |         |
| mars 2008                                | mars 2014 | Marie-Dominique Hergalant |           |         |
| mars 2014                                | En cours  | Stéphane Nicolas          |           |         |
| Les données manquantes sont à compléter. |           |                           |           |         |

## Démographie
L'évolution du nombre d'habitants est connue à travers les recensements de la population effectués dans la commune depuis 1793. Pour les communes de moins de 10 000 habitants, une enquête de recensement portant sur toute la population est réalisée tous les cinq ans, les populations de référence des années intermédiaires étant quant à elles estimées par interpolation ou extrapolation. Pour la commune, le premier recensement exhaustif entrant dans le cadre du nouveau dispositif a été réalisé en 2005.

En 2022, la commune comptait 316 habitants, en évolution de +9,72 % par rapport à 2016 (Moselle : +0,52 %, France hors Mayotte : +2,11 %).
| 1793 | 1800 | 1806 | 1821 | 1836 | 1841 | 1861 | 1866 | 1871 |
| ---- | ---- | ---- | ---- | ---- | ---- | ---- | ---- | ---- |
| 191  | 228  | 216  | 220  | 221  | 205  | 195  | 193  | 179  |

| 1875 | 1880 | 1885 | 1890 | 1895 | 1900 | 1905 | 1910 | 1921 |
| ---- | ---- | ---- | ---- | ---- | ---- | ---- | ---- | ---- |
| 164  | 156  | 163  | 171  | 172  | 179  | 154  | 142  | 172  |

| 1926 | 1931 | 1936 | 1946 | 1954 | 1962 | 1968 | 1975 | 1982 |
| ---- | ---- | ---- | ---- | ---- | ---- | ---- | ---- | ---- |
| 150  | 143  | 134  | 95   | 92   | 187  | 172  | 161  | 168  |

| 1990 | 1999 | 2005 | 2006 | 2010 | 2015 | 2020 | 2022 | - |
| ---- | ---- | ---- | ---- | ---- | ---- | ---- | ---- | - |
| 210  | 205  | 217  | 223  | 225  | 280  | 303  | 316  | - |

## Culture locale et patrimoine

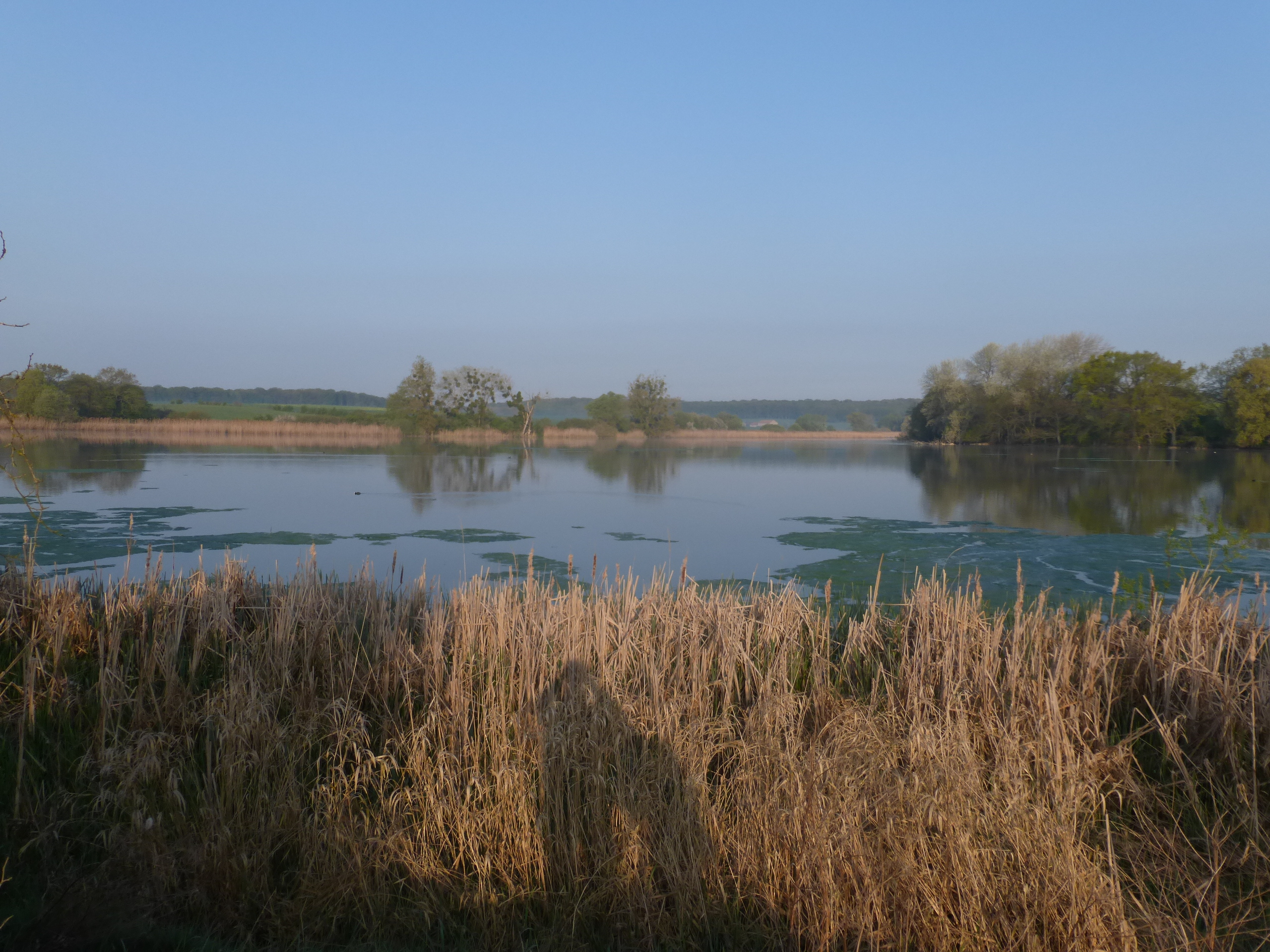
Étang de Sailly au début du printemps.

### Lieux et monuments
- Passage d'une voie romaine.
- Traces du château de Sailly (XVIe siècle), pris par les Messins en 1590. Partiellement détruit au cours de la guerre de 1914-1918, puis rasé vers 1925-1930. Les bâtiments des dépendances subsistent encore aujourd'hui.
- Le camp d'entraînement des chiens sauveteurs a été fermé en 2011.

#### Milieux naturels
Le Grand étang de Sailly-Achâtel présente un intérêt environnemental qui est reconnu dans l'inventaire ZNIEFF (Zones naturelles d'Intérêt écologique, faunistique et floristique).

#### Édifice religieux
- Église Saint-Epvre de 1731 : clocher roman ; boiseries, autels et treize toiles du XVIIIe siècle par Ludovic Duperron. Les treize toiles ont été classées par un arrêté ministériel du 2 avril 1982, et décrites de manière détaillée par Eugène Voltz[24]. L'édifice qui la précédait, une église-mère implantée sur une légère éminence en dehors de l'agglomération, probablement à l'emplacement de l'actuel cimetière de Sailly[18], a disparu complètement. Dernier témoin, peut-être, de cet édifice, un guerrier en armure et casqué, agrippant une lourde hallebarde, est couché en guise de linteau, au-dessus de la porte de la sacristie[24].

### Personnalités liées à la commune
- Michel Hognon (1774-1855), maréchal des logis au 7e escadron du train d’artillerie, chevalier de la Légion d’honneur (1803), né à Sailly[25].
- Sébastien François Grandjean (1851-1929), officiel d’administration de 1re classe à l’école d’artillerie du 1er corps d’armée, chevalier de la Légion d’honneur (1901), né à Achâtel[26].
- Alfred François Gigleux (1862-1942), officier d’Académie, officier de l’instruction publique, médaille d’honneur de l’assistance publique, médaille de l’encouragement au bien, chevalier de la Légion d’honneur (1934), né à Achâtel[27].

### Héraldique
| Blason de Sailly-Achâtel | Blason  | Deux écus accolés: (1) De gueules au lion d'argent, armé, lampassé et couronné d'or. (SAILLY) (2) Parti: au 1er mi-parti d'azur à deux bars adossés d'or accompagnés de quatre croisettes recroisetées au pied fiché du même, au 2e de gueules au dextrochère de carnation, vêtu d'azur, mouvant d'une nuée d'argent, tenant une épée du même garnie d'or et accostée de deux cailloux d'or; au mur crénelé d'argent, maçonné de sable, mouvant de la pointe et brochant sur le tout. (ACHATEL) |
| Blason de Sailly-Achâtel | Détails | Le statut officiel du blason reste à déterminer. |